# Serafin (Sawostjanow)
Serafin, imię świeckie Władimir Władimirowicz Sawostjanow (ur. 15 grudnia 1971 w Sierowie) – rosyjski biskup prawosławny.

## Życiorys
W 1990 rozpoczął naukę w seminarium duchownym w Moskwie. W roku następnym wyjechał jako posłusznik do Czernoostrowskiego Monasteru św. Mikołaja w Małojarosławcu. 3 stycznia 1992 został postrzyżony na mnicha, przyjmując imię zakonne Serafin na cześć świętego mnicha Serafina z Sarowa. 2 lutego tego samego roku arcybiskup kałuski i borowski Klemens wyświęcił go na hierodiakona, zaś 23 sierpnia – na hieromnicha. We wrześniu tego samego roku został przeniesiony do reaktywowanego rok wcześniej monasteru Narodzenia Matki Bożej i św. Pafnucego w Borowsku, zaś od grudnia 1992 zarządzał także kancelarią eparchii kałuskiej i borowskiej. Od 1994, gdy ukończył seminarium duchowne, był wykładowcą szkoły duchownej w Kałudze (od 1996 – seminarium). W 1998 otrzymał godność ihumena. Rok później mianowano go p.o. namiestnika monasteru w Borowsku. Dziesięć lat później nadano mu godność archimandryty. 
W 2015 ukończył wyższe studia teologiczne na Kijowskiej Akademii Duchownej. 22 października tego samego roku otrzymał nominację na biskupa taruskiego, wikariusza eparchii kałuskiej. Jego chirotonia biskupia odbyła się 4 grudnia 2015 w soborze Zaśnięcia Matki Bożej na Kremlu moskiewskim pod przewodnictwem patriarchy moskiewskiego i całej Rusi Cyryla.
W 2019 r. został ordynariuszem eparchii bijskiej.